# Berkovci (gmina Križevci)
Berkovci – wieś w Słowenii, w gminie Križevci. W 2018 roku liczyła 135 mieszkańców.